# Oh! RADIO
「Oh! RADIO」（オー!ラジオ）は、忌野清志郎の最後のシングルであり遺作。2009年6月17日にユニバーサルミュージックLLCより発売。
本項目では、2009年5月31日までiモード配信されたキャンペーンソング「Oh! RADIO」についても述べる。

## 解説
もともとこの曲は大阪のJFL系FMラジオ局FM802の開局20周年を記念する楽曲として製作され、当時の人気ミュージシャン7組による「RADIO SOUL 20」というグループに提供された楽曲であった。
「RADIO SOUL 20」のメンバーは、阿部真央、HY、岸田繁（くるり）、スガシカオ、BONNIE PINK、山森大輔（ROCK'A'TRENCH）、和田唱（TRICERATOPS）、である。
放送期間が限られること、キャンペーンソングという性質上、発売予定は無く、キャンペーンのスポンサーがNTTドコモであったことから、配信もiモードに限って行われた。
当初、RADIO SOUL 20に忌野がコーラス参加するはずであったが、本作を作曲後に体調が悪化。レコーディングが不可能となったことで実現しなかった。
その後5月2日、本作の製作を終えたわずか3ヶ月後に忌野は逝去。事実上の音楽作品の遺作として知られる。
「Oh! RADIO」は生前にプライベート・スタジオ「ロックンロール研究所」にて録音されていたデモ・バージョンが遺されており、ボーカルやギターのみならず、ベース、ドラム、ブルースハープ全ての楽器を忌野一人がこなしており、これが現存する生前最期の歌声かつ演奏記録となった。
関係者のみ（RADIO SOUL 20のメンバーなど）清志郎バージョンの「Oh! RADIO」を聴くことができた。
この作業は忌野一人によって行われたため、正確な録音日時は不明。2009年2月ごろに吹き込まれたものとされる。これは楽曲として最後の作品であることは自明だが、忌野のもう一つの側面である画家として描かれた絵画としての最終作は公式ページでファン向けに公開されたイラストが最終作とされている。日付は2009年3月吉日となっており、本作完成より1ヶ月ほど遅い計算になる。
後に忌野の密葬会場およびロック葬「青山ロックン・ロールショー」においてこの忌野バージョンが『忌野清志郎最終曲』として流されたことがテレビ番組などを通じ大きく報道され、急遽6月17日にシングルとして流通されることが決定した。
発売に際してミュージック・ビデオが製作された。内容は、嘉例川駅や妙見温泉、プライベート・リゾート「天空の森」など、生前に訪れた九州観光時の映像を組み合わせたもので、コピーライトは絵画などでも多用された「イマーノ」名義。発売前にYouTubeのユニバーサルミュージック公式チャンネルにおいて全編無料公開され、現在に至るまで視聴可能。後にアルバム「青山ロックン・ロール・ショー 2009.5.9 オリジナルサウンドトラック」にDVDとして付属された。

## チャート成績
オリコン週間チャートでは5位を記録。皮肉にもソロ・シングルで死後にして初のTOP10入りをした（これまでのソロ最高位は1991年5月発売「パパの歌」12位）。この当時行われた「ロックな人ランキング」というアンケートでは、矢沢永吉や内田裕也を抑え忌野が1位を獲得した（オリコン調べ）。

## カップリング曲
プライベート・スタジオ「ロックン・ロール研究所」にて忌野、仲井戸麗市、新井田耕造、三宅伸治による未公開ver.の「激しい雨（2006.05.14 Private Session）」を収録。

## ディスクジャケット
ジャケットの手のシルエット写真は2008年2月、日本武道館で開催された復活祭での忌野の右手。
タイトルと名前は忌野の直筆。虹の写真は篠山紀信。アートディレクターは井上嗣也。

## 収録曲
1. Oh! RADIO
  - 作詞・作曲・編曲：忌野清志郎
2. 激しい雨 （2006.05.14 Private Session）

## RADIO SOUL 20 ヴァージョン
1. Oh! RADIO （FM802 ACCESS! 2009 キャンペーンソング）
  - 作詞・作曲：忌野清志郎
  - 編曲・サウンド・プロデュース：蔦谷好位置
  - プロデュース：agehasprings
  - RADIO SOUL 20 メンバー　阿部真央、HY、岸田繁（くるり）、スガシカオ、BONNIE PINK、山森大輔（ROCK'A'TRENCH）、和田唱（TRICERATOPS）